# Sandröschen
Die Sandröschen (Tuberaria) bilden eine Pflanzengattung innerhalb der Familie der Zistrosengewächse (Cistaceae). Die etwa 13 Arten gedeihen im subtropisch-mediterranen Klima Westeuropas und Nordafrikas, einige Arten kommen im warm-gemäßigten Klima Mitteleuropas vor. Das Zentrum der Artenvielfalt liegt im westlichen Mittelmeerraum, vor allem auf der Iberischen Halbinsel.

## Beschreibung

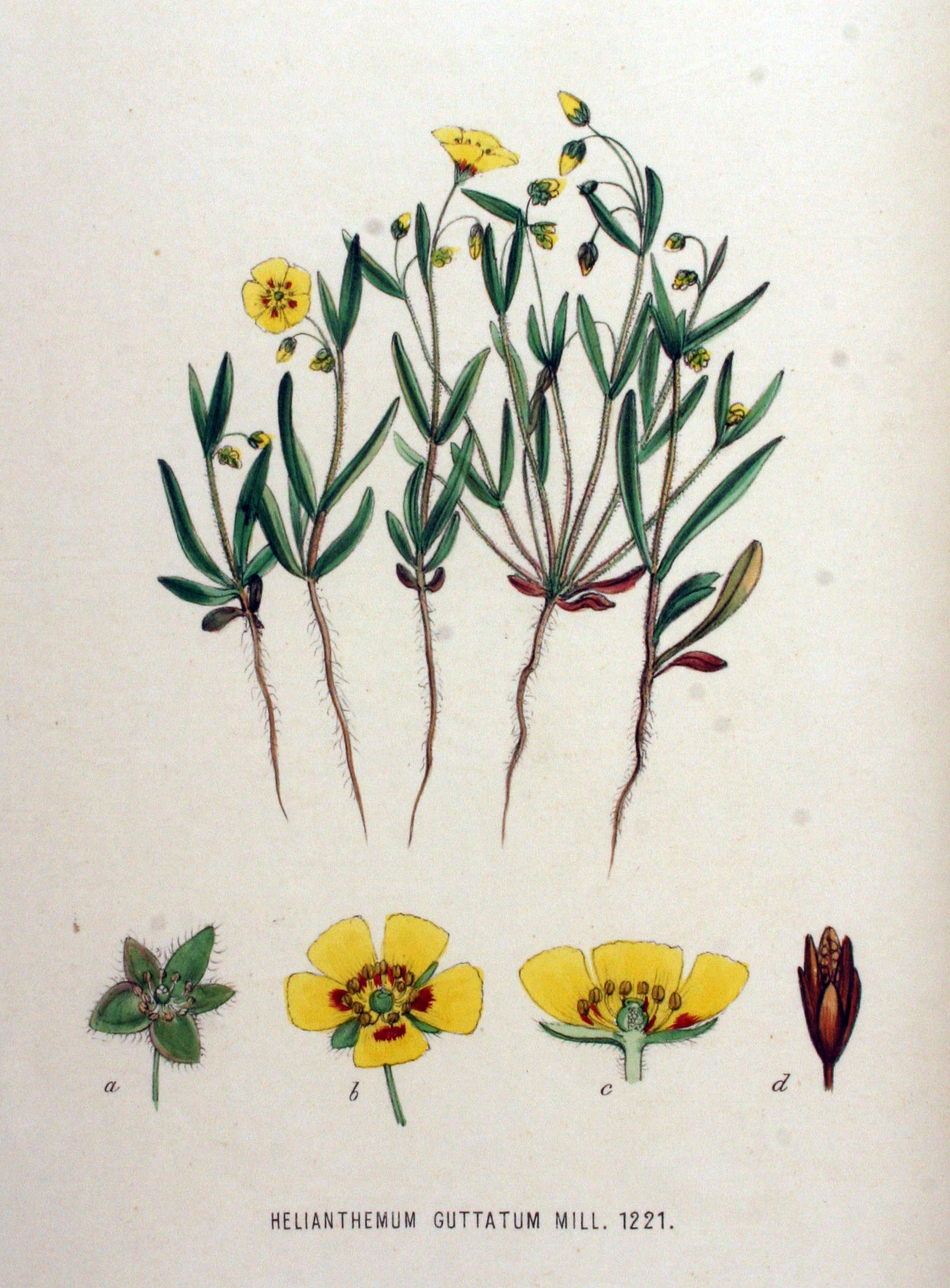
Illustration von Tuberaria guttata aus Flora Batava, Band 6

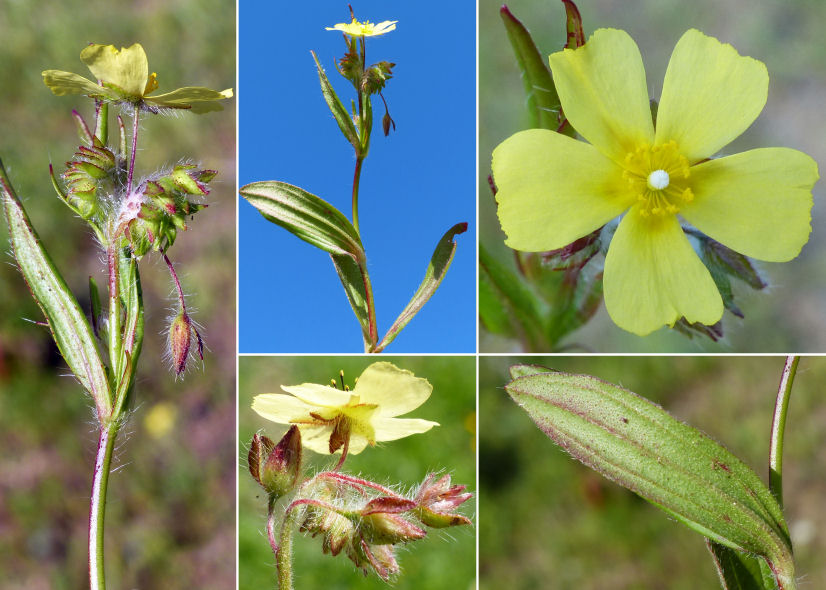
Verholztes Sandröschen (Tuberaria lignosa)

### Vegetative Merkmale
Tuberaria-Arten wachsen als einjährige oder ausdauernde krautige Pflanzen.
Die Laubblätter sind in einer grundständigen Rosette oder am Stängel gegen- bis wechselständig angeordnet. Die Blattspreiten sind bei einer Länge von 2 bis 5 Zentimetern sowie einer Breite von 1 bis 2 Zentimetern linealisch. Es können Nebenblätter an den oberen Blättern vorkommen.

### Generative Merkmale
Die zwittrigen Blüten sind bei einem Durchmesser von 2 bis 5 Zentimetern radiärsymmetrisch und fünfzählig mit doppelter oder einfacher Blütenhülle (Perianth). Die Kelchblätter sind ungleich. Die fünf Kronblätter sind gelb bzw. gelb mit einem roten Basalfleck. Die Blüten sind kleisto- oder chasmogam, die kleistogamen sind ohne Kronblätter. Es sind viele Staubblätter vorhanden. Der Griffel ist kurz oder fehlt ganz.
Es werden Kapselfrüchte gebildet.

## Ökologie
Einige Tuberaria-Arten sind Nahrungspflanzen für die Raupen von Schmetterlingsarten der Gattung Coleophora beispielsweise Coleophora confluella an Tuberaria guttata oder Coleophora helianthemella an Tuberaria lignosa.
Der rote Basalfleck ist der Bestäubung durch Insekten „förderlich“. Die Blüten produzieren wenig Pollen, keinen Nektar und locken nur wenige Insekten an, und die Blütenblätter fallen bereits nach wenigen Stunden ab.

## Standorte

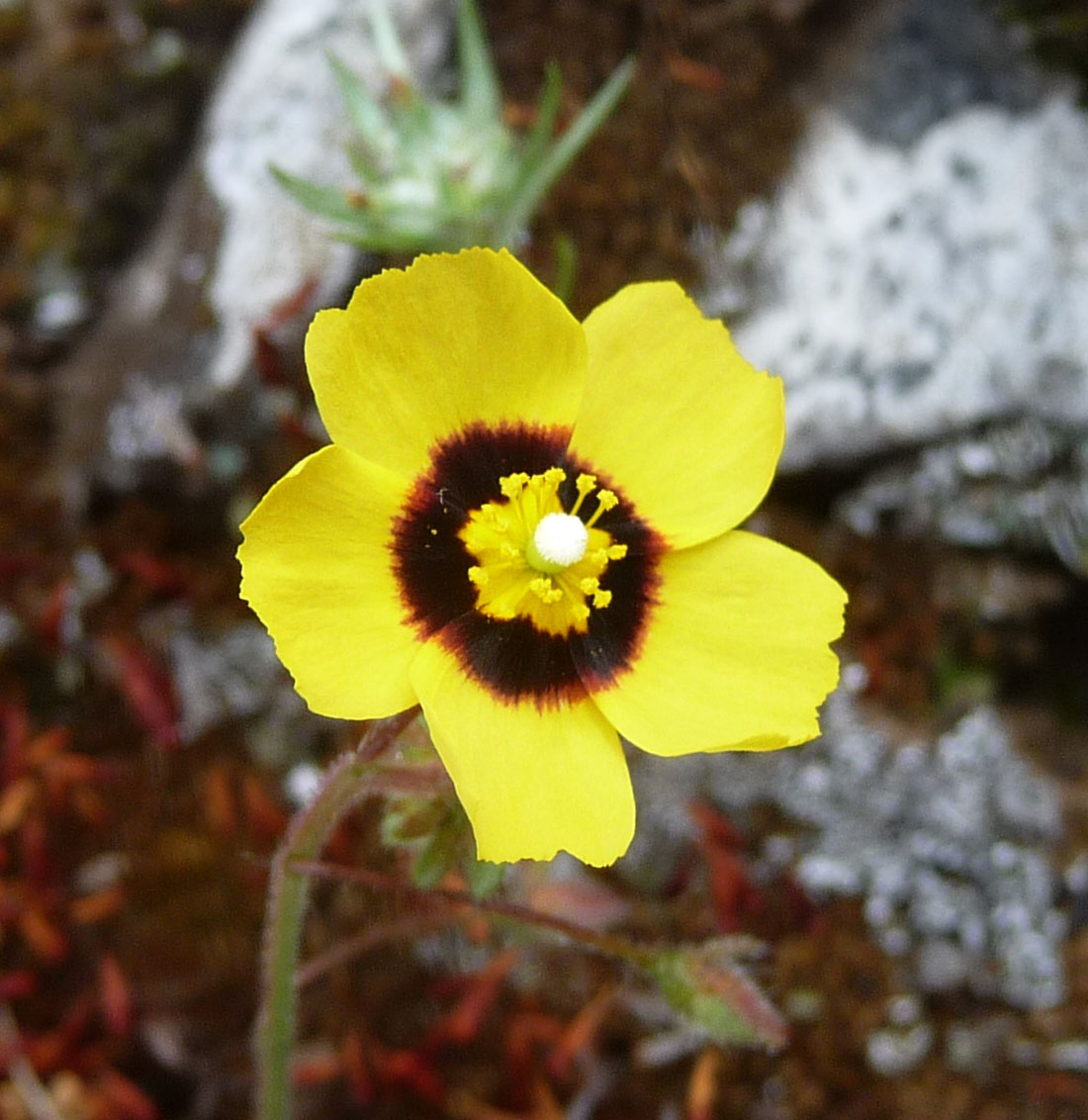
Blüte des Gefleckten Sandröschen (Tuberaria guttata),

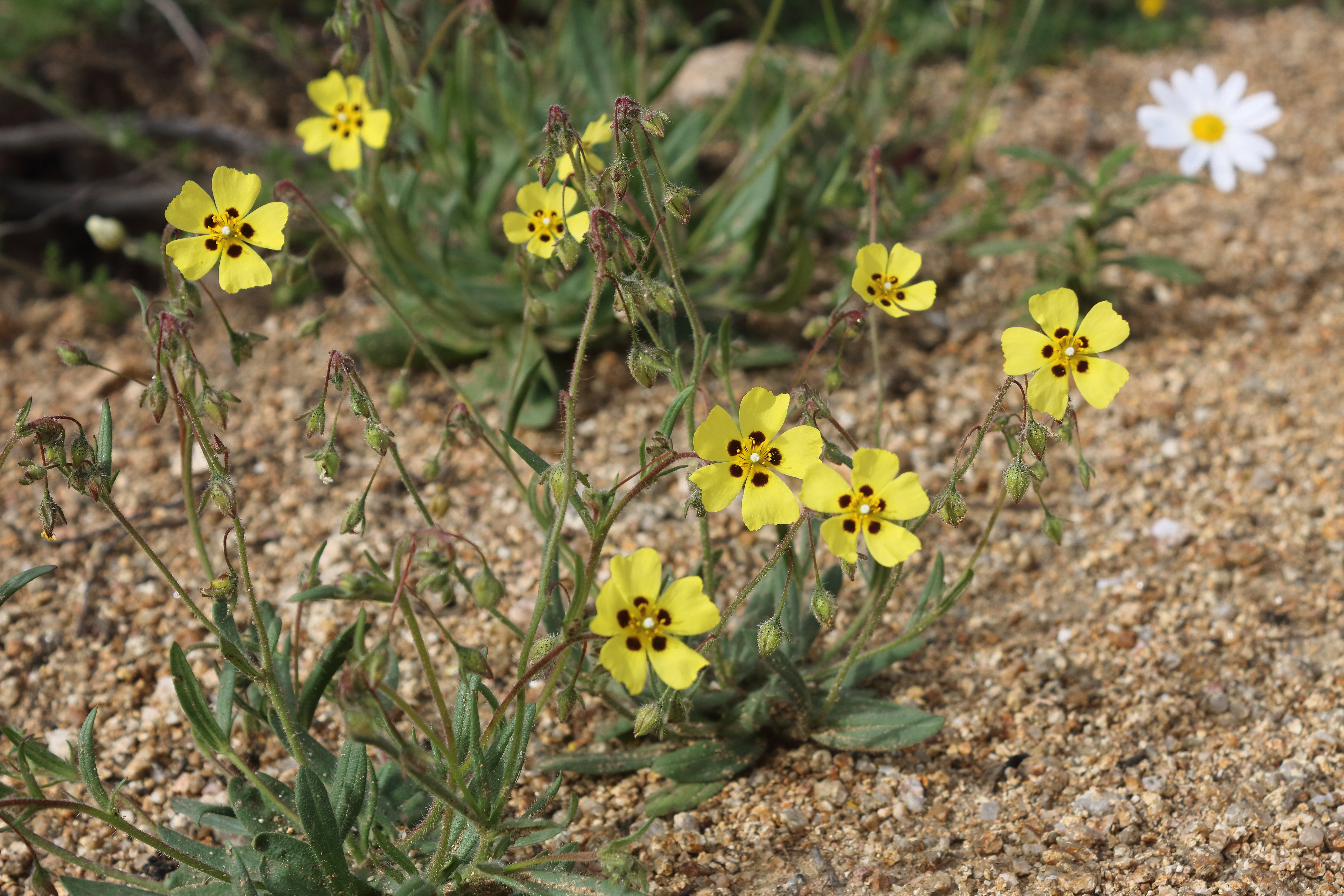
Geflecktes Sandröschen (Tuberaria guttata)

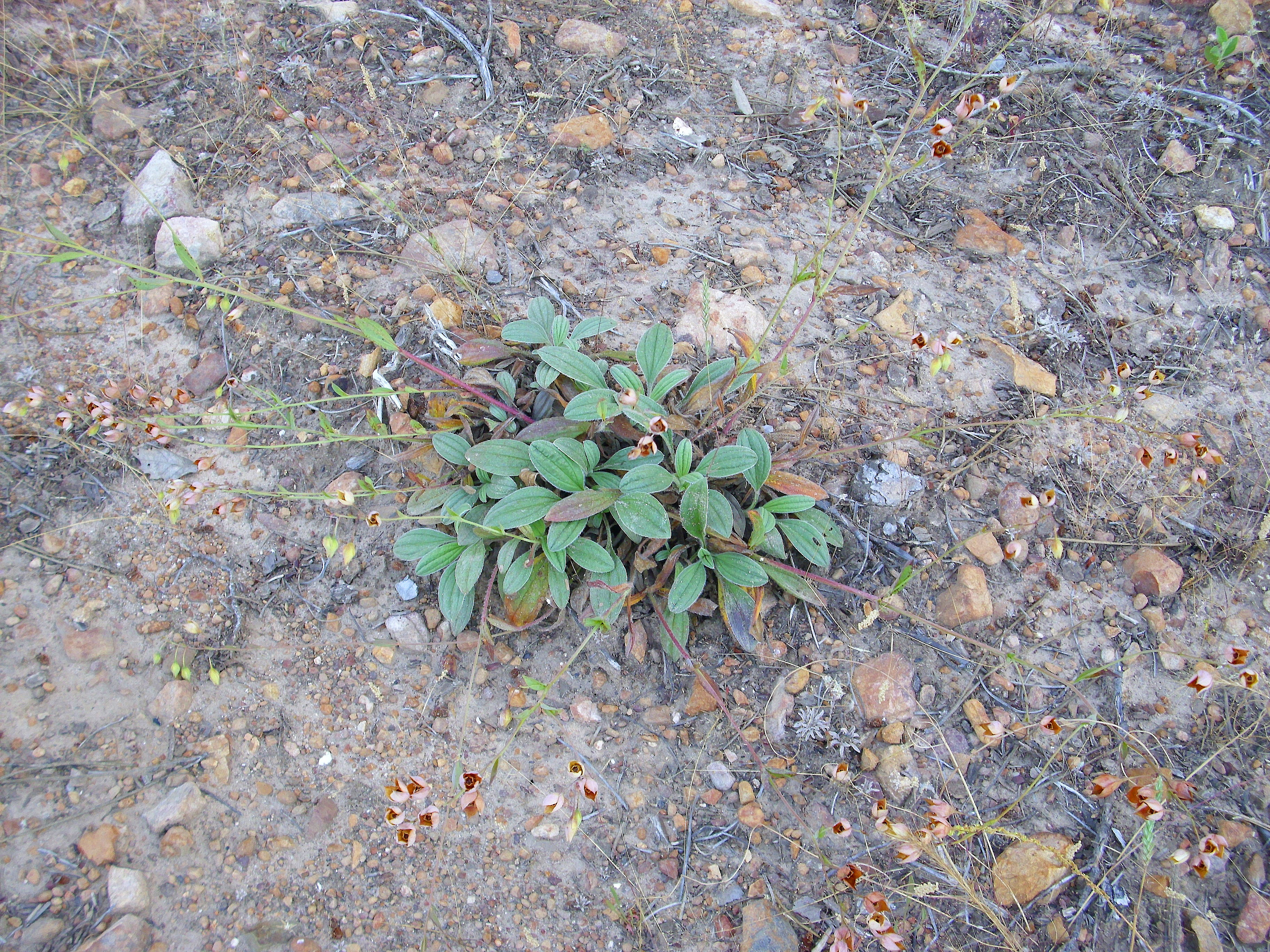
Verholztes Sandröschen (Tuberaria lignosa) fruchtend

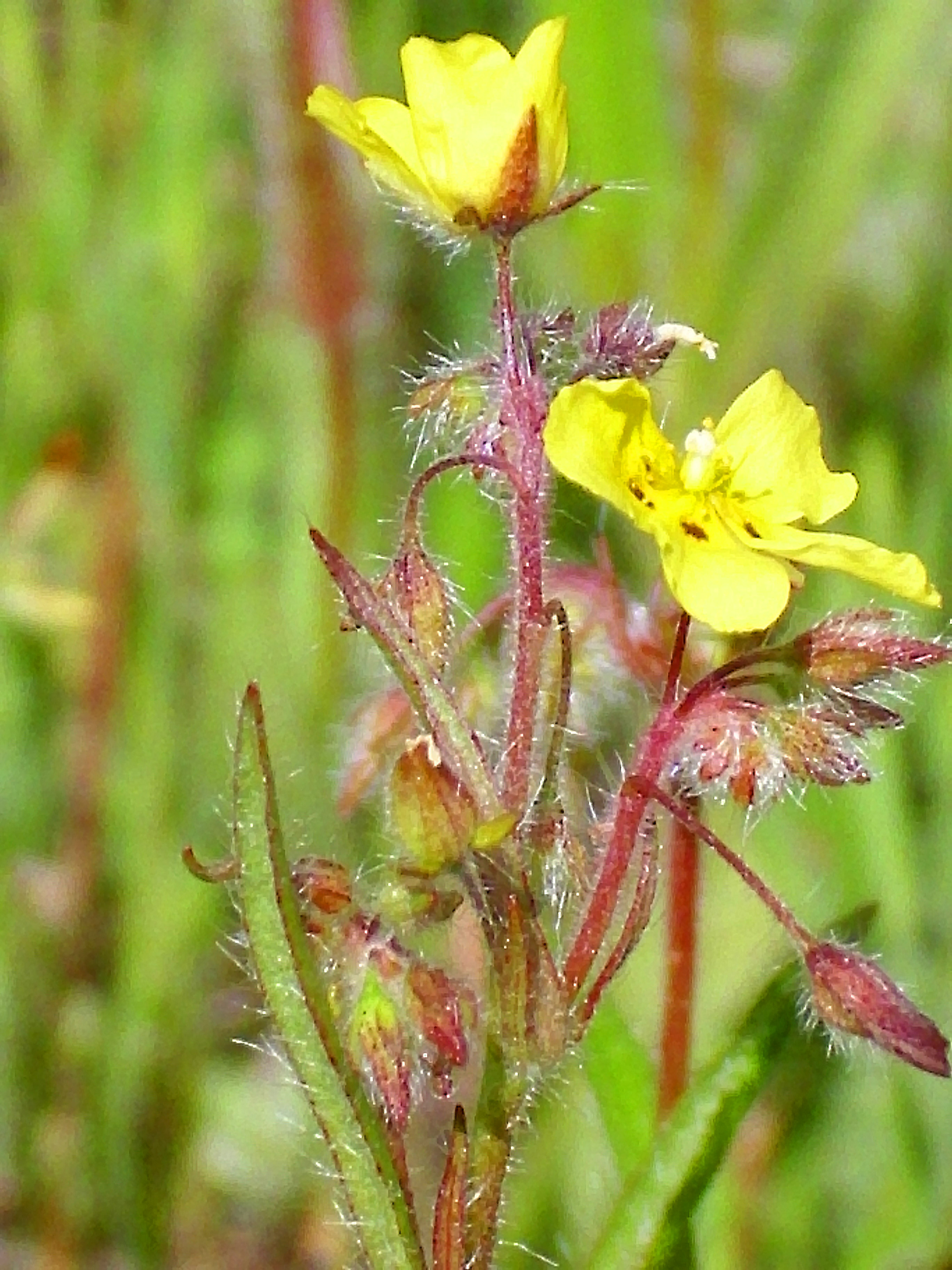
Großkelchiges Sandröschen (Tuberaria macrosepala)

Ihre Habitate sind u. a. Küstengebiete, Grasfluren auf Sand und Garigues. Otto Warburg, der in Kenntnis der Bezeichnung Tuberaria den Gattungsnamen Helianthemum verwendet, schreibt in seinem Standardwerk „Die Pflanzenwelt“ über die Verbreitung in Deutschland: „....das Getüpfelte Sonnenröschen, H. guttatum (Tuberaria guttatum), das von Nordafrika bis Mitteleuropa vorkommt und in Deutschland an sandigen Orten und auf sonnigen Hügeln hier und da auftriitt.“

## Systematik
Die Gattung Tuberaria wurde 1836 durch Édouard Spach in Conspectus Monographiae Cistacearum. in Annales des Sciences Naturelles Botanique, sér. 2, 6, S. 365 aufgestellt. Der Artikel über Tuberaria stammt vom französischen Botanik-Professor Michel Félix Dunal aus Montpellier. Synonyme für Tuberaria (Dunal) Spach nom. cons. sind: Diaetelia Demoly, Therocistus Holub, Xolantha Raf. nom. rej., Xolanthes Raf.
Die Gattung Tuberaria (Dunal) Spach gehört zur Familie der Cistaceae. Die Gattung Tuberaria ist eng mit den Gattungen Cistus, Halimium und Helianthemum verwandt. „Historisch“ wurden einige Arten zuerst unter Cistus, dann unter Helianthemum und Xolantha eingeordnet.
Die Autoren Beatriz Guzmán und Pablo Vargas gehen in ihren Forschungsergebnisse von 2009 von 5 Hauptsträngen aus: Die Gattung Tuberaria bildet einen eigenen Zweig zwischen der Helianthemum-Klade (Helianthemum, Crocanthemum, Hudsonia) und der Cistus/Halimium-Klade.
Es gibt etwa 13 Tuberaria-Arten: die deutschsprachigen Artbezeichnungen sind der Mittelmeer- und Alpenflora (Hassler, Meyer) entnommen. In dem Standardwerk Flora Europae sind zehn Arten verzeichnet. Hier wird Tuberaria commutata mit dem Synonym Tuberaria bupleurifolia bezeichnet. Hier fehlen Tuberaria plantaginea und Tuberaria lipopetala.
- Zugespitztes Sandröschen (Tuberaria acuminata (Viv.) Grosser, Syn: Cistus acuminatus Viv., Helianthemum vivianii Pollini):[1] Dieser Endemit kommt nur im italienischen Ligurien vor.
- Kurzstängelliges Sandröschen (Tuberaria brevipes (Boiss. & Reuter) Willk., Syn: Xolantha brevipes (Boiss.& Reuter) Gallego, Muñoz Garm. & C.Navarro, Cistus echioides Lam.):[1] Dieser Endemit kommt nur im südlichen Spanien vor.
- Veränderliches Sandröschen (Tuberaria commutata Gallego, Syn: Xolantha commutata (Gallego) Gallego, Muñoz Garm. & C.Navarro, Tuberaria bupleurifolia (Lam.) Willk.):[1] Sie kommt auf der Iberischen Halbinsel vor.
- Natternkopf-Sandröschen (Tuberaria echioides (Lam.) Willk, Syn: Xolantha echioides (Lam.) Gallego, Muñoz Garm. & C.Navarro, Cistus echioides Lam., Helianthemum echioides (Lam.) Pers.):[1] Sie kommt in Spanien, Algerien sowie Marokko vor.
- Kugelblumenblättriges Sandröschen (Tuberaria globulariifolia (Lam.) Willk., Syn: Xolantha globulariifolia (Lam.) Gallego, Muñoz Garm. & C.Navarro, Cistus globulariifolius Lam., Helianthemum globulariifolium (Lam.) Pers.):[1] Sie kommt auf der Iberischen Halbinsel vor.
- Geflecktes Sandröschen (Tuberaria guttata (L.) Fourr., Syn: Xolanthes guttatus (L.) Raf., Cistus guttatus L., Helianthemum guttatum (L.) Mill., Tuberaria villosissima (Pomel) Grosser):[1] Sie ist im Mittelmeerraum, Mitteleuropa, auf kanarischen Inseln verbreitet. Beispielsweise in den Vereinigten Staaten ist sie ein Neophyt.
- Verholztes Sandröschen (Tuberaria lignosa (Sweet) Samp., Syn: Tuberaria melastomatifolia Grosser, Tuberaria nervosa (Lam.) C.Vicioso, Tuberaria vulgaris Willk., Cistus algarvensis Sims, Cistus candidus (Sweet) Demoly, Halimium heterophyllum Spach):[1] Sie ist westlichen Mittelmeerraum bis Italien und Tunesien und auf den kanarischen Inseln verbreitet.
- Tuberaria lipopetala (Murb.) Greuter & Burdet (Syn: Tuberaria guttata subsp. lipopeltatum Murb.):[1] Sie kommt auf Kreta, den östlichen Ägäischen Inseln, in der Türkei, in Algerien sowie in Tunesien vor.
- Großkelchiges Sandröschen (Tuberaria macrosepala (Salzm. ex Boiss.) Willk., Syn: Xolantha macrosepala (Salzm. ex Boiss.) Gallego, Muñoz Garm. & C.Navarro, Tuberaria guttata subsp. macrosepala (Coss.) Raynaud):[1] Sie kommt auf der Iberischen Halbinsel, in Tunesien sowie Algerien vor.
- Tuberaria major (Willk.) P.Silva & Rozeira: Sie kommt nur in Portugal vor.
- Wegerichblättriges Sandröschen (Tuberaria plantaginea (Willd.) Gallego, Syn: Xolantha plantaginea (Willd.) Gallego, Muñoz Garm. & C.Navarro, Helianthemum inconspicuum Thibaud):[1] Sie ist im gesamten Mittelmeerraum außer der Levante, Ägypten und Libyen verbreitet.
- Frühblühendes Sandröschen (Tuberaria praecox (Salzm. ex Boiss. & Reut.) Grosser, Syn: Helianthemum praecox Salzm. ex Boiss., Tuberaria guttata subsp. praecox Salzm. ex Boiss. & Reut.):[1] Sie kommt auf den Balearen, auf Korsika, Sardinien, in Italien, Slowenien, Kroatien, Tunesien sowie Algerien vor.

## Etymologie
Der Gattungsname Tuberaria hat zwei Bestandteile: Erstens das lateinische Wort „tuber“, das Trüffel oder allgemein Knolle bedeutet und als 2. Teil die Endung „aria“. Dies kann wiederum zwei Bedeutungen haben: erstens das lateinische Wort „Aria“, gleichbedeutend mit Fläche oder als Endung „eine Verbindung zu den Trüffelpilzen habend“. Für erstere Deutung spricht, dass Sandröschen oft Indikatoren für Trüffelhabitate sind und Ekto-Mykorrhiza-Symbiosen mit verschiedenen Trüffelarten bilden.